# Đường E 66 (Các Tiểu vương quốc Ả Rập Thống nhất)
E 66 (tiếng Ả Rập: إ ٦٦) là một con đường ở Các Tiểu vương quốc Ả Rập Thống nhất. Con đường kết nối thành phố Dubai với thành phố Al Ain ở vùng Đông của Tiểu vương quốc Abu Dhabi. E 66 chạy gần vuông góc với E 11 (Đường Sheikh Zayed) và E 311 (Đường Mohammad Bin Zayed). Bắt đầu tại Oud Metha, E 11 đi về phía nam. Con đường được gọi là "Đường Dubai-Al Ain" sau khi gặp giao lộ với Đường Emirates phía nam thành phố Dubai và "Đường Tahnoun Bin Mohammad Al Nahyan", tên của Sheikh Tahnoun, Đại diện của tiểu vương tại vùng Đông của Abu Dhabi.

## Mô tả
Nó đi qua các thị trấn của Al-Faqa (nằm giữa tiểu vương quốc Abu Dhabi vàDubai) và Al-Hayer, và kết nối với Al Madam ở tiểu vương quốc Sharjah qua Al-Shwaib. Khi ở Al Ain, con đường có tên Đường Emirates và sau đó là Đường Bani Yas.

### Lối ra
| Lối ra đánh số | Mô tả                                                 |
| 1              | E 11 (Đường Sheikh Zayed)                             |
| 6              | E 44                                                  |
| 9              | Nad Al Sheba Racecourse                               |
| 14             | E 311                                                 |
| 16             | Dubai International Academic City/Đường Academic City |
| 18             | E 611 (Đường Emirates)                                |
| 26             | Umm Nahad                                             |
| 29             | E 77 (đến Jebel Ali và Abu Dhabi)                     |
| 30             | E 77 (đến Hatta và Oman)                              |
| 37             | Al Lusayli                                            |
| 47             | Khu bảo tồn sa mạc Margham và Dubai                   |
| 50             | Khu bảo tồn sa mạc Margham và Dubai                   |
| 50             | Khu bảo tồn sa mạc Margham và Dubai                   |
| —              | Shwaib, Fujairah và các làng phía đông                |
| —              | Al-Hayer, Al Sweihan                                  |
| —              | Al Kira'a, Bida bin Ahmed                             |
| —              | Al Ain Dairy                                          |
| —              | Al Foah, thành phố Al Ain                             |

## Lịch sử
Năm 2010, con đường đã được tân trang lại theo hai giai đoạn. Giai đoạn đầu tiên có 3 làn đường cho mỗi hướng và kéo dài 23 km từ Al-Towayya đến Al-Masaken. Giai đoạn thứ hai có 4 làn đường cho mỗi hướng và kéo dài 42 km từ Al-Masaken đến Al-Faqa'. Vào tháng 11 năm 2018, theo chỉ thị của Sheikh Mohammed bin Zayed Al Nahyan, con đường đã được đổi tên sau khi Sheikh Tahnoun.